# Orthopristis forbesi
Orthopristis forbesi is een  straalvinnige vissensoort uit de familie van grombaarzen (Haemulidae). De wetenschappelijke naam van de soort is voor het eerst geldig gepubliceerd in 1897 door Jordan & Starks.
De soort staat op de Rode Lijst van de IUCN als Onzeker, beoordelingsjaar 2007.